# Julia Żugaj
Julia Żugaj (Żory, 2 de julio de 2000 ) - influencer y cantante polaca.

## Carrera
Cuando tenía cuatro años se unió al grupo musical infantil Wesołe nutki. En 2018, empezó su carrera en las redes sociales, creando contenido para Musical.ly (hoy en día conocido como TikTok ). Allí, junto con su hermana Sonia, principalmente creaba videos de baile y estilo de vida. Después de tres meses, alcanzó 100 mil seguidores en su perfil. En febrero de 2023, eran ya más de 3 millones. Desde mayo de 2022 regularmente publica vídeos en su canal de YouTube.
En 2018, comenzó a trabajar con Spotlight Agency, una corporación que se ocupa del marketing de influencers. Entre 2020 y 2022 participó en Team X, un proyecto de influencers que le proporcionó un mayor reconocimiento  y la oportunidad de publicar sus primeras canciones.
El 14 de octubre de 2022, gracias a Unity Records, lanzó su primer EP titulado Miłostki, con el que alcanzó el primer puesto en la lista de ventas de OLiS. El 11 de enero de 2023 obtuvo la certificación de oro por las ventas del EP. El 8 de noviembre de 2023 publicó su primera novela titulada Tak miało być, que escribió con Przemek Corso. El 1 de diciembre de 2023, lanzó su segundo EP titulado Świąteczne harmonie  y en el mismo mes empezó la gira nacional navideña. En 2024 apareció en un anuncio de salchichas Tarczyński.

## Discografía

### EPs
| Año  | Detalles | Posicionamiento en la lista | Certificaniones | Ventas         |
| Año  | Detalles | POL                         | Certificaniones | Ventas         |
| ---- | --- | --------------------------- | --------------- | -------------- |
| 2022 | Miłostki - Lanzamiento: 14 de octubre de 2022 - Discográfica: Unity Records, e-Muzyka - Formatos: CD, descarga digital.            | 1                           | - POL: Oro      | - POL: 15.000+ |
| 2023 | Świąteczne Harmonie - Lanzamiento: 1 de diciembre de 2023 - Discográfica: Melody Media, e-Muzyka - Formatos: CD, descarga digital. | 3                           |                 |                |

### Sencillos
| Año                                                    | Título                                 | Posicionamiento en las listas | Posicionamiento en las listas | Posicionamiento en las listas | Álbum               |
| Año                                                    | Título                                 | POL                           | POL                           | NOR                           | Álbum               |
| Año                                                    | Título                                 | Spotify                       | iTunes                        | NOR                           | Álbum               |
| ------------------------------------------------------ | -------------------------------------- | ----------------------------- | ----------------------------- | ----------------------------- | ------------------- |
| 2022                                                   | „Wiosenny bez”                         | –                             | 29                            | 75                            | Miłostki            |
| 2022                                                   | „Shake”                                | –                             | 11                            | –                             | Miłostki            |
| 2022                                                   | „Nie sądzę”                            | –                             | 15                            | –                             | Miłostki            |
| 2022                                                   | „Miłostki”                             | –                             | 4                             | –                             | Miłostki            |
| 2022                                                   | „Tak blisko nas” (con Monika Kociołek) | –                             | –                             | –                             | –                   |
| 2023                                                   | „Rodzina”                              | –                             | –                             | –                             | –                   |
| 2023                                                   | "Południowy Biegun"                    | –                             | –                             | –                             | Świąteczne Harmonie |
| 2023                                                   | "Ślad na mapie"                        | –                             | –                             | –                             | –                   |
| „–” significa que el sencillo no apareció en la lista. |                                        |                               |                               |                               |                     |

## Libros
- Julia Żugaj, Przemek Corso: Tak miało być. ISBN 9788383302775, publicada el 8 de noviembre de 2023.[11][28]

## Vida privada
Está en una relación con Maciej "Sheo" Ejsmont. La pareja se comprometió el 20 de diciembre de 2023 durante la gira navideña de Julia, Świąteczne Harmonie.

## Comentarios
Los sencillos "Wiosenny Bez" y "Miłostki" no aparecieron en la lista Top200 de Spotify Poland, pero aparecieron en la lista Viral Songs de Spotify Poland.